# 몬머스 전투
몬머스 전투(The Battle of Monmouth)는 미국 독립 전쟁 중 1778년 6월 28일에 뉴저지의 몬머스 카운티 청사에서 대륙군과 영국군 사이에 벌어진 전투이다. 조지 워싱턴이 이끄는 대륙군은 몬머스 법원 청사(현재의 프리홀드 버로우)를 떠나는 헨리 클린턴 장군이 이끄는 영국군을 뒤에서 기습하였다. 독립 전쟁 중 미국 식민지 북부에서는 마지막 교전이 되었다.

## 배경
1777년 가을에 영국군이 필라델피아를 점령했지만, 새러토가에서 버고인 장군이 항복했기 때문에, 북아메리카 파견군 총사령관이었던 하우 장군은 1778년에 사직하고 헨리 클린턴 장군이 뒤를 이어 받았다. 1778년 2월 프랑스가 미국 측에 참전함으로써 영국은 전략을 바꾸지 않을 수 없게 되었다. 영국군의 또 다른 점령지인 뉴욕이 프랑스 해군의 위협을 받게 되었기 때문에, 클린턴은 본국의 지시에 따라 필라델피아를 버리고, 몬머스에서 바다로 뉴욕으로 향하게 되었다. 대륙군은 1777년 12월부터 반년 간, 밸리 포지에 주둔하면서 훈련을 거듭하여 군대로서의 형태를 되찾았다. 조지 워싱턴은 클린턴의 움직임을 살피다가 철수하는 영국군의 뒤를 기습했다.

## 전투
대륙군은 밸리 포지에서 동쪽으로 이동했다. 6월 28일, 처음에는 워싱턴 휘하의 최고 참모였던 찰스 리 장군이 공격대의 지휘자로 임명되었지만, 그 계획에 의구심을 가진 그는 거절을 했다. 하지만 인원이 5,000명으로 늘고, 명령이 라파예트에 의해 제안되자 마음을 바꿔 지휘를 맡았다.
리는 참모들을 소집했지만, 그들에게 정확한 명령을 하달하지 못했다. 이것은 치명적인 결과로 이어졌다.

## 같이 보기
- 미국독립전쟁